# مطار شياويانغ واغانغ
مطار شياويانغ واغانغ (بالإنجليزية: Shaoyang Wugang Airport)‏ و(بالصينية: 邵阳武冈机场) () مطار عام يقع بمدينة شاويانغ في هونان في الصين. يبلغ طول المدرج 2600 م .

## وصلات خارجية
- http://www.flightstats.com/go/Airport/airportDetails.do?airportCode=